# Cortês
Cortês is een gemeente in de Braziliaanse deelstaat Pernambuco. De gemeente telt 11.712 inwoners (schatting 2009).
De gemeente grenst aan Gravatá, Joaquim Nabuco, Amaraji, Ribeirão, Barra de Guabiraba en Bonito.